# Klaber
Klaber az Amerikai Egyesült Államok északnyugati részén, Washington állam Lewis megyéjében elhelyezkedő önkormányzat nélküli település.
Klaber postahivatala 1907 és 1958 között működött.